# Max von Gomperz

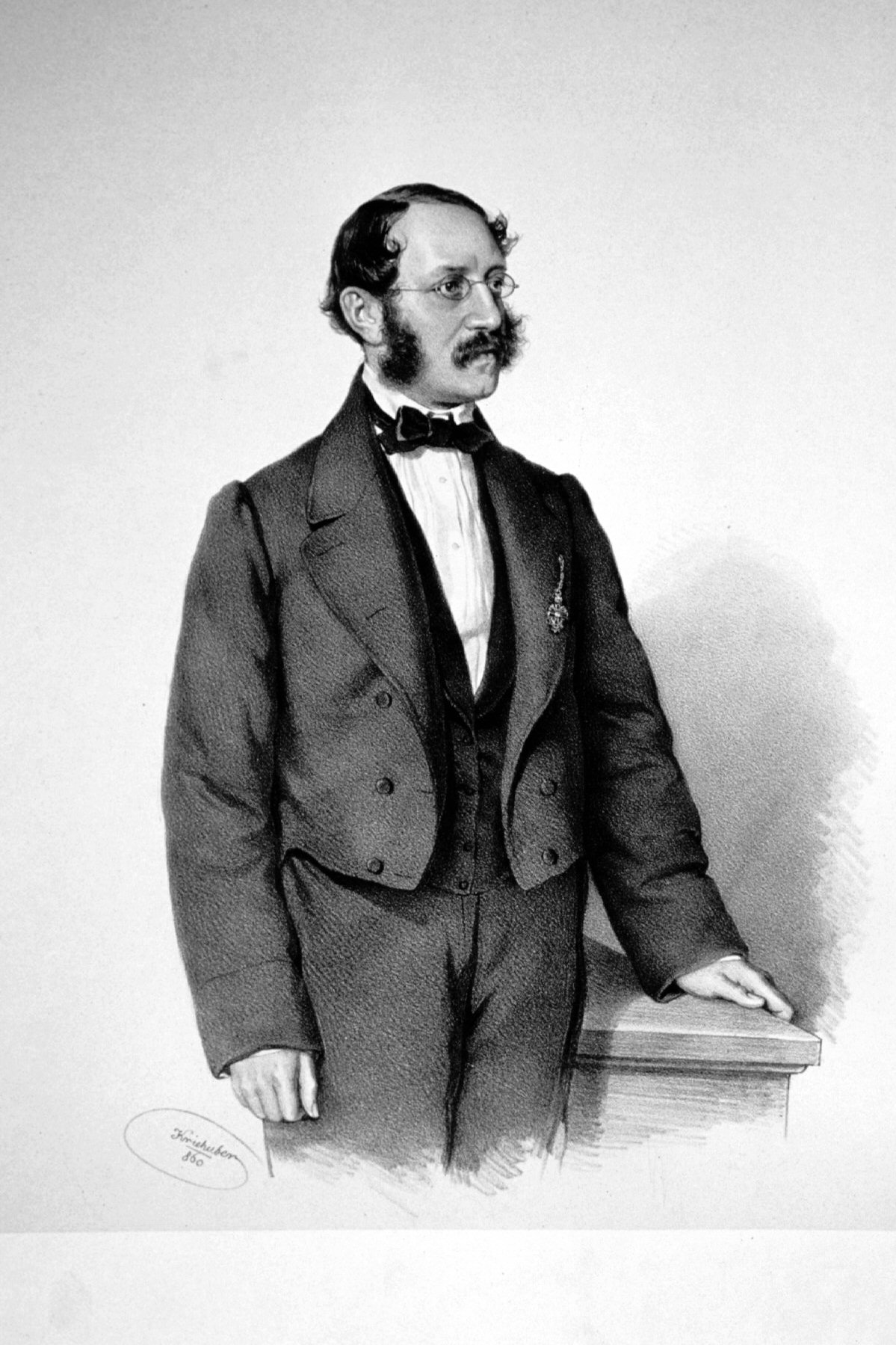
Max von Gomperz, Lithographie von Josef Kriehuber, 1860

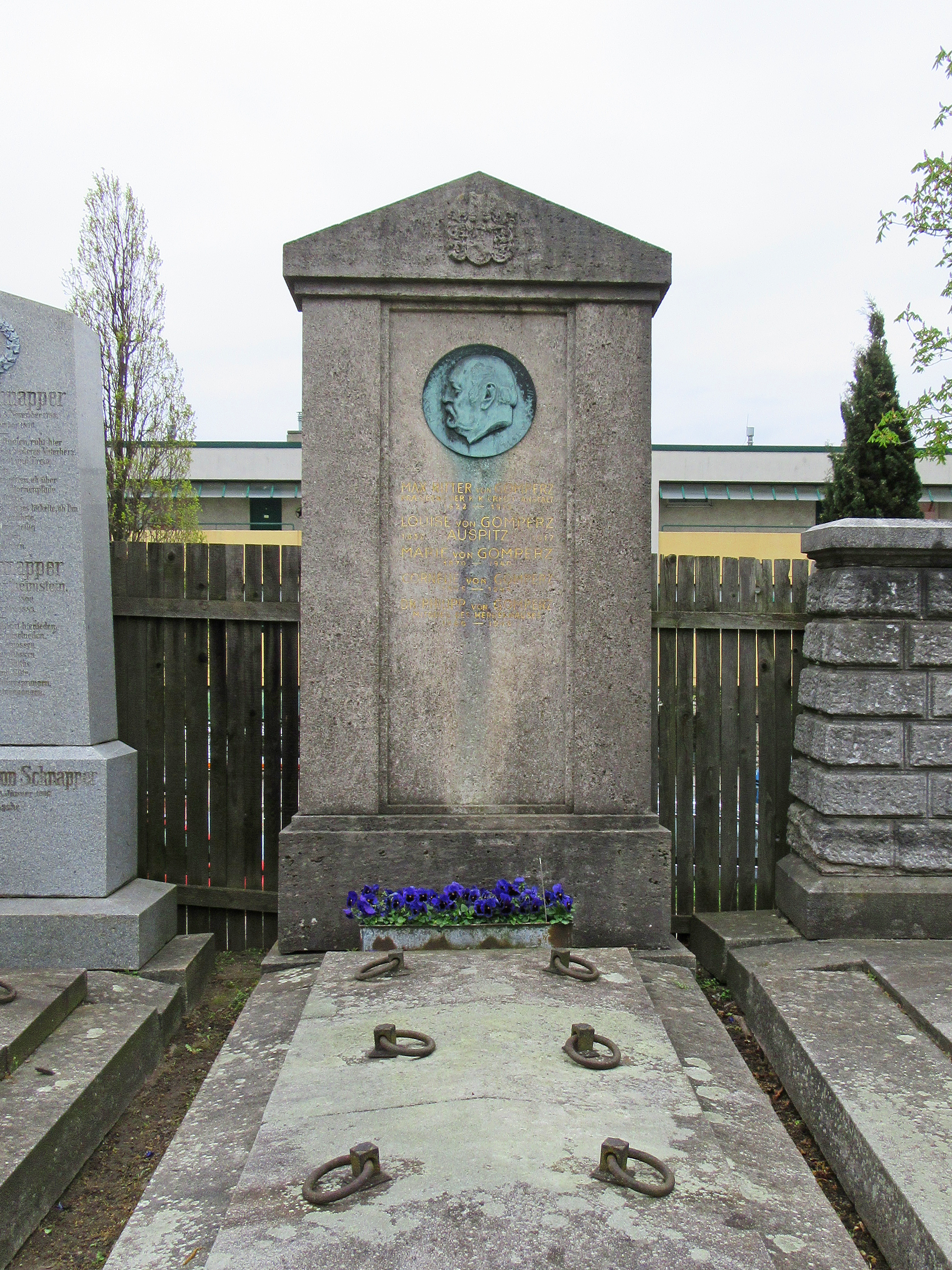
Grab von Max von Gomperz und seiner Familie auf dem Döblinger Friedhof

Max von Gomperz (* 1. März 1822 in Brünn; † 7. November 1913 in Wien) war ein österreichischer Industrieller und Bankier.

## Familie
Er war der Sohn des jüdischen Fabrikanten Philipp Josua Feibelman Gomperz (1782–1857) und der Henriette Gomperz, geborene Auspitz (1792–1881). Seine Geschwister waren Josephine Gomperz, verehelichte Josephine von Wertheimstein (1820–1894); Julius von Gomperz (1823–1909), Theodor Gomperz (1832–1912) und Sophie Gomperz, verehelichte Sophie von Todesco (1825–1895), mit deren Familie er später das Palais Todesco teilte. Seine Ehefrau war seine Cousine Louise Auspitz (1832–1917). Sein Sohn war Dr. Philip von Gomperz.

## Leben
Max von Gomperz leitete die böhmische Westbahn, dann, gemeinsam mit seinem Bruder Julius, die Feintuchfabrik L. Auspitz Enkel, übersiedelte 1858 nach Wien, wo er als Bankier und Industrieller mit Interessen in der Zuckerindustrie tätig war. Er war langjähriger Präsident des Verwaltungsrates der Creditanstalt  für Handel und Gewerbe und Seniorchef des Bankhauses Philipp Gomperz Wien.
1872 wurde er Präses der jüdischen Gemeinde in Brünn. 1879 wurde er zum Ritter von Gomperz geadelt. Der war ein großer Förderer der Kunst, insbesondere des Malers Emil Orlik.

## Ehrungen
- Großkreuz des Franz-Joseph-Ordens
- Ritter des Ordens der Eisernen Krone
- Offizier der französischen Ehrenlegion (Officier de la Légion d’Honneur)
- Ehrenpräsident der k.k. privaten Creditanstalt für Handel und Gewerbe